# Miente
"Miente" es una canción interpretada por el cantautor y músico español Enrique Iglesias,  tomado de su segundo álbum de estudio en español, Vivir (1997). La canción fue escrita y producida por Rafael Pérez-Botija y fue lanzado como el tercer sencillo de dicho álbum el 23 de junio de 1997 por la empresa discográfica Fonovisa Records. Un uptempo pop latino power ballad respaldada en piano y percusión, la canción trata sobre el cantante que niega el fin de una relación.
"Miente" fue versionada por Robert Avellanet en su álbum debut de estudio, Sentir (1999), en estilo salsa. El video musical de la versión muestra al cantante jugando al billar mientras una mujer se aleja conduciendo. La versión de Avellanet alcanzó los puestos 23 y 9 en las listas Hot Latin Tracks y Tropical Airplay, respectivamente, y recibió el Premio Latino ASCAP en 2000 en la categoría salsa. "Miente" recibió reacciones positivas de la crítica musical, quienes en general consideraron la canción como uno de los mejores temas de Vivir. Comercialmente, la canción original encabezó las listas Billboard Hot Latin Tracks y Latin Pop Airplay en los Estados Unidos.

## Antecedentes y composición
El 21 de noviembre de 1995, Iglesias lanzó su álbum debut homónimo, que vendió más de 4,7 millones de copias en todo el mundo y cinco de sus sencillos llegaron al número uno en el Billboard Hot Latin Tracks en los Estados Unidos. En agosto de 1996, El Informador informó que Iglesias estaba trabajando en un siguiente álbum y que sería lanzado en enero del año siguiente. El título del álbum, Vivir, fue revelado por Iglesias en diciembre de 1996, antes de su lanzamiento final el 21 de enero de 1997. También anunció que el álbum fue producido por Rafael Pérez-Botija y que había coescrito sus canciones con Roberto Morales. Uno de los tres temas que Pérez-Botija compuso para el álbum fue "Miente", una "dramática" uptempo pop power ballad, respaldado por piano y percussion. Líricamente, la canción trata sobre el cantante sintiendo "el final, pero siendo tan adicto al amor, lo niega".

## Promoción y recepción
"Miente" fue lanzado como el tercer sencillo de Vivir el 23 de junio de 1997.  La canción se incluyó posteriormente en los álbumes recopilatorios de Iglesias The Best Hits (1999) y en la edición de lujo de Enrique Iglesias: 95/08 éxitos (2008). Se incluyó una versión remix de la canción en su álbum Remixes (1998). "Miente" fue versionada por el cantante puertorriqueño Robert Avellanet para su álbum debut de estudio Sentir (1999). La interpretación de Avellanet fue grabada como tema de salsa y producida por Isidro Infante. La portada recibió el Premio Latino ASCAP en el ámbito de la salsa en el año 2000. Se filmó un video musical para la versión en la que aparece Avellanet actuando en un bar y jugando al billar mientras una mujer se aleja conduciendo.  Joey Guerra del Houston Chronicle consideró "Miente" como "uno de los temas más fuertes" de Vivir. De manera similar, el editor de San Antonio Express-News, Ramiro Burr, consideró que la canción era el "mejor corte" del álbum, mientras que Howard Cohen en el Miami Herald la calificó de "fantástica". En Estados Unidos, "Miente" debutó en el número cinco de la lista Billboard Hot Latin Tracks en la semana del 2 de agosto de 1997 y encabezó la lista una semana después; pasó cuatro semanas en este puesto. El tema también alcanzó la cima de la lista Latin Pop Airplay, en la que permaneció tres semanas. La versión de Avellanet alcanzó los puestos 23 y 9 en las listas Hot Latin Tracks y Tropical Airplay, respectivamente.

## Listas
| Lista (1997)                     | Máxima posición |
| -------------------------------- | --------------- |
| U.S. Billboard Hot Latin Tracks  | 1               |
| U.S. Billboard Latin Pop Airplay | 1               |

### Sucesión en las listas
| Predecesor: No pretendo de Gloria Estefan | U.S. Billboard Hot Latin Tracks — Sencillo n.º 1 9 de agosto de 1997 - 5 de septiembre de 1997 | Sucesor: Por debajo de la mesa de Luis Miguel |

| Predecesor: No pretendo de Gloria Estefan | U.S. Billboard Latin Pop Airplay — Sencillo n.º 1 9 de agosto de 1997 - 29 de agosto de 1997 | Sucesor: Por debajo de la mesa de Luis Miguel |